# خرگوش پاتاگونی

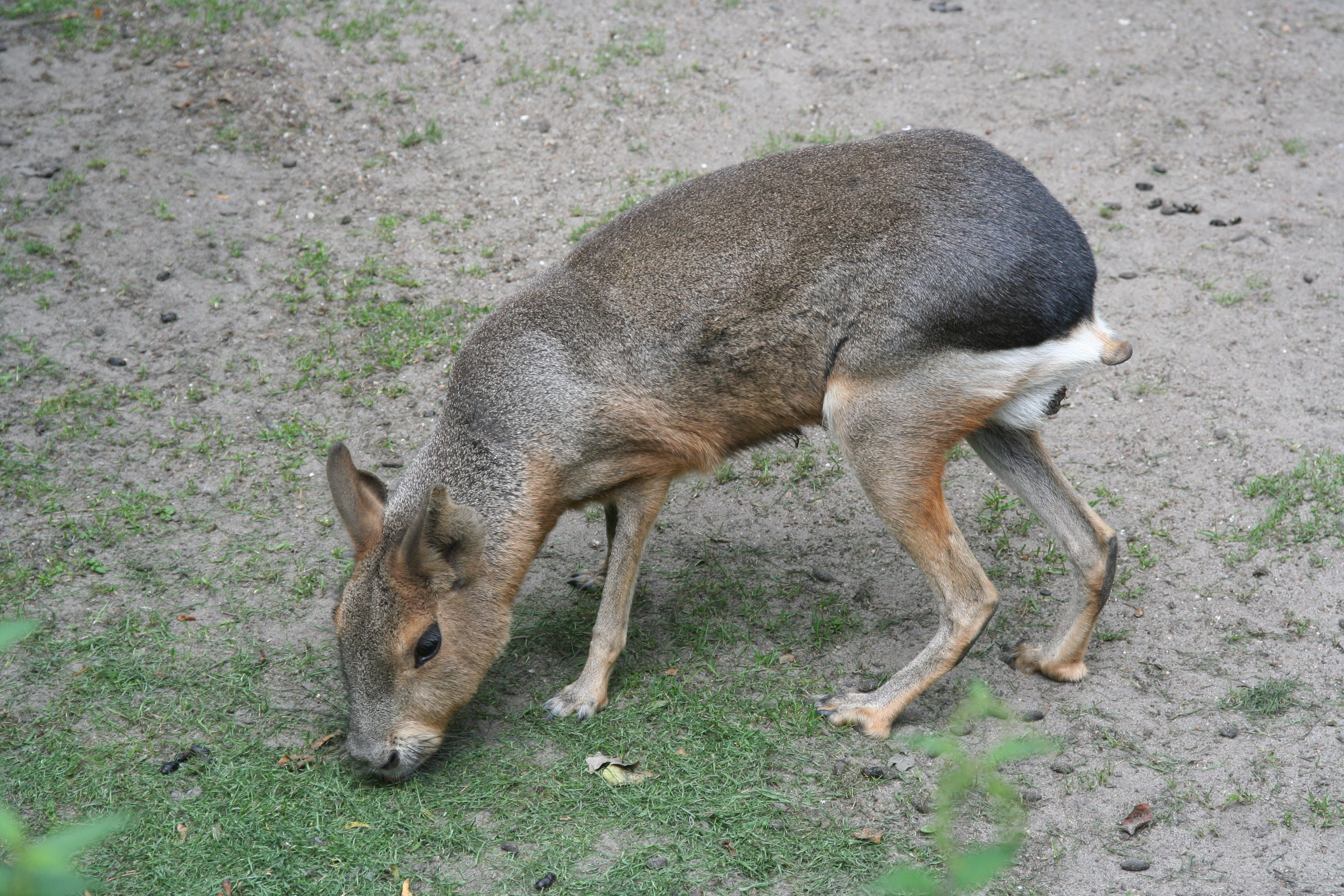

خرگوش پاتاگونی (به انگلیسی: Patagonian Mara) یک حیوان جونده درشت‌هیکل بومی آمریکای جنوبی است که هم شبیه خرگوش و هم شبیه یک الاغ است.